# فيل هاينز
فيل هاينز (بالإنجليزية: Phil Haynes)‏ هو موسيقي وملحن أمريكي، ولد في 15 يونيو 1961 في هيلسبورو في الولايات المتحدة.

## وصلات خارجية
- فيل هاينز على موقع ميوزك برينز (الإنجليزية)
- فيل هاينز على موقع ديسكوغز (الإنجليزية)